# Ghiacciaio Howchin
Il ghiacciaio Howchin è un ghiacciaio lungo circa 10 km situato nella regione centro-occidentale della Dipendenza di Ross, nell'Antartide orientale. Il ghiacciaio, il cui punto più alto si trova a circa 1200 m s.l.m., si trova nell'entroterra della costa di Scott e ha origine dal versante orientale del picco Poutini e da quello meridionale della sella Armitage, nel versante orientale della dorsale Royal Society, da dove fluisce verso sud-est, scorrendo lungo il versante settentrionale della cresta Chancellor, fino a terminare il proprio percorso poco prima di raggiungere la baia di Walcott.

## Storia
Il ghiacciaio Howchin è stato così battezzato da Thomas Griffith Taylor, capo-geologo della spedizione Terra Nova, condotta dal 1910 al 1913, in onore di W. Howchin, un geologo australiano di Adelaide.